# Dyn'Aéro MCR 01
Le MCR 01 est un avion léger développé par la société Dyn'Aéro. SE Aviation à Pontarlier a repris la production.

## Développement & Historique

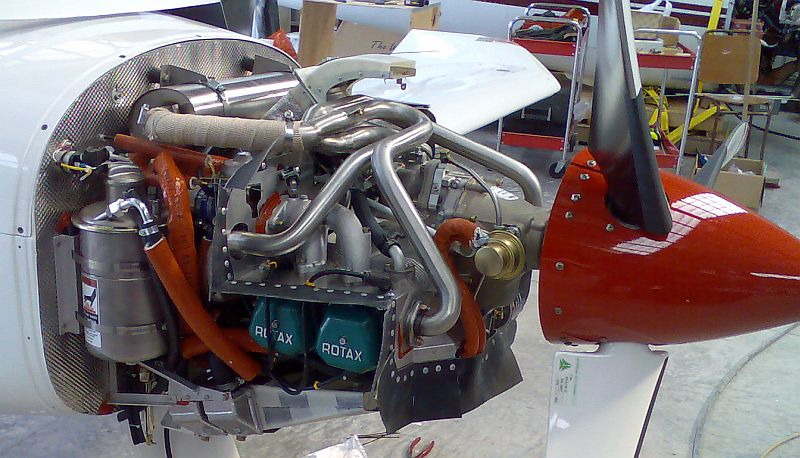
Moteur Rotax 912s installé sur un DynAero MCR01

Le MCR 01 est dérivé du Colomban MC-100 de Michel Colomban.
Le développement a été lancé en 1994 et les premiers vols ont eu lieu en juillet 1996.
C'est un avion biplace en carbone à train tricycle motorisé par un moteur Rotax 912 (80 ch), Rotax 912S (100 ch) ou Rotax 914 (115 ch).
Il se caractérise par des performances élevées pour un coût d'achat et de fonctionnement relativement faible.
Les ailes sont facilement démontables et l'avion peut ainsi être transporté et stocké dans une remorque.

## Modèles

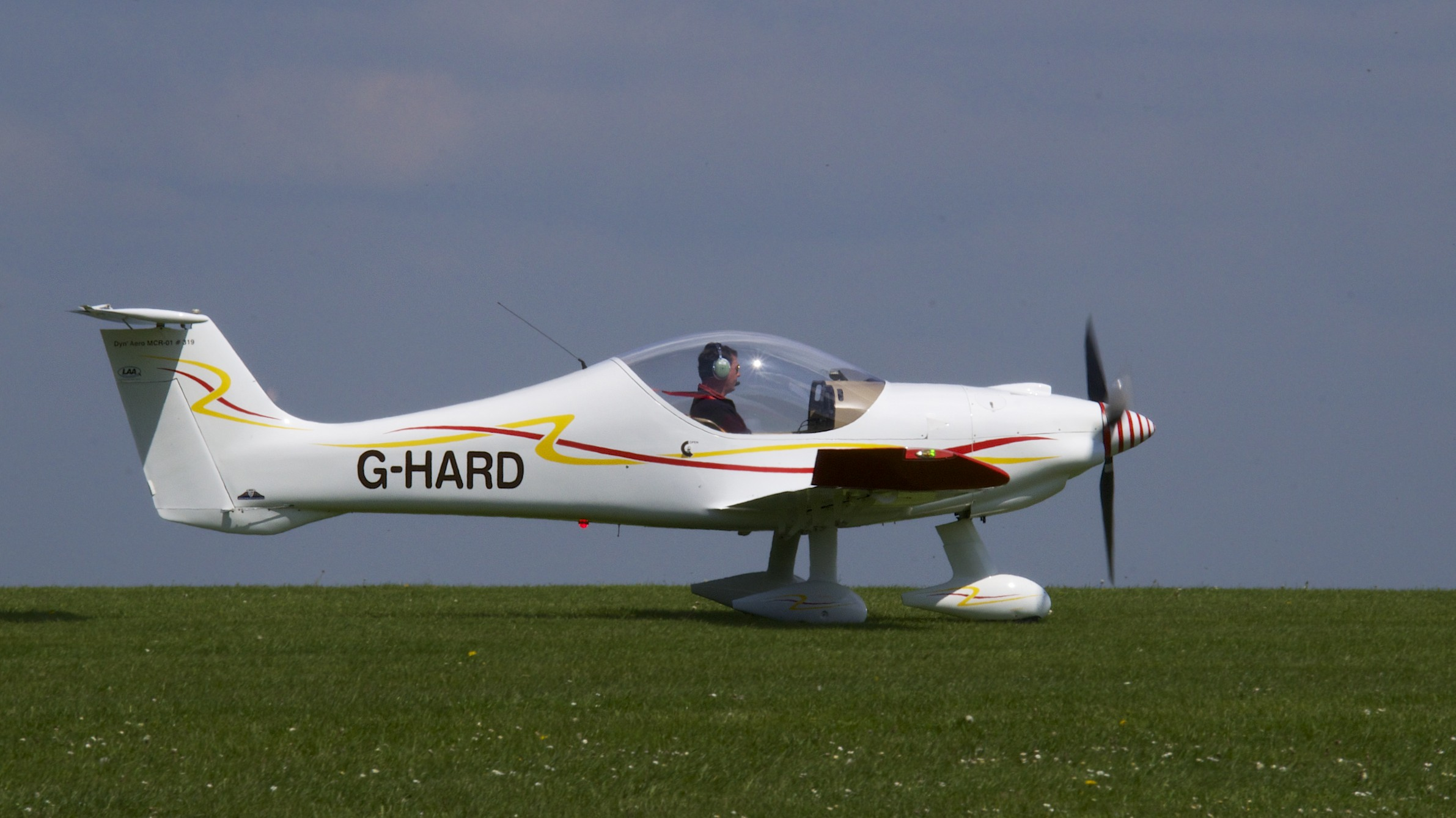
Photo d’une version du MCR 01 ULC de 2006 : le G-HARD 2006 DynAero MCR-01 ULC

### MCR 01 VLA (Sportster)
Le MCR 01 VLA (Sportster) est le modèle originel.

### MCR 01 UL
Le MCR 01 UL est la version certifiée ULM. Les premiers vols ont eu lieu en avril 1997.

### MCR 01 CLUB
Le MCR 01 CLUB est une version assagie du VLA avec une aile d'une plus grande corde permettant un apprentissage plus aisé en aéroclub. Les premiers vols ont eu lieu en juillet 1998.

### MCR 01 ULC
Le MCR 01 ULC est la version immatriculée ULM à la suite de la nouvelle réglementation de 1998. Les premiers vols ont eu lieu en juin 1999.
Différentes techniques de construction ont été employées pour aboutir à la version tout carbone, permettant un respect aisé des réglementations sur les poids. Depuis 2017, de nouvelles options sont disponibles: réservoirs dans les ailes, parachute devant le tableau de bord, nouveau système de commande des volets.

### MCR 01 M
Le MCR 01 M (M pour Montagne) est la version à train classique. Les premiers vols ont eu lieu en décembre 1999.

### MCR 01 MiniCRuiser
Le MCR 01 MiniCRuiser est la version avec réservoir d'ailes (130 litres pour 6 heures d'autonomie). 2007.

### MCR 01 MiCRovolt
Le MCR 01 MiCRovolt est la version renforcée pour la voltige. 2008.

### MCR 01 Sportage
Version assagie, similaire au MCR 01 CLUB, dotée d'un train classique. Modèle développé par SE Aviation en 2021.

### MCR 4S
Le MCR 4S est la version quadriplace.

## Caractéristiques techniques
L'envergure de la version ULC est plus importante afin d'obtenir une vitesse d'atterrissage inférieure à 70 km/h (réglementation ULM).
|                              | Sportster | Club | ULC  |
| ---------------------------- | --------- | ---- | ---- |
| Envergure (m)                | 6,63      | 6,90 | 8,66 |
| Surface alaire (m2)          | 5,20      | 6,46 | 8,31 |
| Longueur (m)                 | 5,48      | 5,53 | 5,53 |
| Vitesse de décrochage (km/h) | 91        | 79   | 67   |